# Saïd Hilmi
Pour les articles homonymes, voir Hilmi.
Saïd Hilmi, né le 15 mai 1939 à Azeffoun, et mort le 4 août 2021 à Alger, est un Acteur, parolier, compositeur, auteur, humoriste algérien.

## Biographie
De son vrai nom Saïd Brahimi, Saïd Hilmi est né le 15 mai 1939 à Azeffoun, en Algérie est considéré comme l'une des figures majeures de la scène culturelle du pays. Il a marqué la télévision, le théâtre et le cinéma algérien par son talent, son charisme et son engagement artistique. Son jeu d'acteur et sa présence élégante lui valent le surnom de "Gentleman de la comédie algérienne".

## Jeunesse et début de carrière
Orphelin dès son jeune âge, Said Hilmi a été élevé par son frère aîné, Mohamed Hilmi, un artiste déjà bien établi dans le milieu théâtral, radiophonique et télévisuel. Ce dernier l'a initié au monde du spectacle, lui proposant un rôle dans une pièce de théâtre intitulée Mouni Radjel. Cependant, c’est dans le domaine radiophonique que Said Hilmi se distingue initialement. Très jeune, il participe à des émissions radiophoniques pour enfants, où il commence à se faire connaître. Par la suite, il anime des programmes consacrés au théâtre, notamment Akardeche sur la Chaîne 2 de la Radio algérienne, où il parvient à captiver un large public.

## Carrière cinématographique et théâtrale
Said Hilmi a également fait sa marque dans le cinéma algérien, en participant à plusieurs œuvres marquantes. Parmi ses films les plus notables figurent Zone interdite (1974), Ali au pays des mirages (1980) d’Ahmed Rachedi, et Douar des femmes (2005) de Mohamed Chouikh. Il a également joué aux côtés de grandes figures du cinéma algérien, telles que Sid Ali Kouiret, Fatiha Berbère et Nouria, dans des œuvres comme A prendre ou à laisser. Parallèlement à sa carrière cinématographique, Said Hilmi a aussi marqué l’univers du théâtre, notamment par sa participation à des productions telles que Hassen Terro (1968), dans le cadre de la manifestation Alger, capitale de la culture arabe, où il a joué aux côtés de Mustapha Ayad, Zahir Bouzerar, et d'autres artistes de renom.

## One Man Show et Café-Théâtre
Dans les années 1990, Said Hilmi s’est lancé dans un genre plus personnel, le One Man Show, avec Guetta Ouarmi, une œuvre qui abordait avec humour et critique sociale les travers de sa cité. Grâce à ce spectacle, il s’est fait un nom en tant que créateur de personnages pluriels et décalés qui ont enchanté le public par leur mordant et leur subtilité.

## Engagement pour le cinéma algérien
Très impliqué dans le développement du cinéma algérien, Said Hilmi a été membre actif de l'association Adwaa, qui œuvre pour la préservation des archives cinématographiques et le développement de l'industrie cinématographique nationale. Son implication dans cette organisation a culminé avec sa nomination en tant que président d'honneur, un rôle qu'il a assumé jusqu'à sa disparition.

## Décès et hommage
Said Hilmi est décédé le 27 janvier 2021 à l'âge de 82 ans des suites de complications liées au COVID-19. Son décès a profondément affecté le milieu culturel algérien, qui a perdu l'un de ses plus grands talents. Le président de la République, Abdelmadjid Tebboune, a exprimé ses condoléances à la famille du défunt et à la communauté artistique, saluant son immense contribution à la culture algérienne. En son honneur, le Théâtre national Mahieddine-Bachtarzi a institué un concours annuel récompensant les meilleurs comédiens, en hommage à son héritage.

## Filmographie
- 1963 : Le Serment de Mustapha Badie
- 1970 : Brancaleone s'en va-t-aux croisades de Mario Monicelli
- 1974 : Zone Interdite : Mehdi EL Hadj
- 1980 : Ali au pays des mirages : Salah
- 1982 : Serkadji de Hadj Rahim
- 1983 : Retour à Cherchell : Harki
- 1987 : Cri de Pierre de Abderrahmane Bouguermouh
- 1990 : El Ouelf Essaïb de Mohamed Hilmi
- 1990 : De Hollywood à Tamanrasset : Said Burger
- 2006 : Beur blanc rouge : Lounès l'épicier